# Tobias Lund Andresen
Tobias Lund Andresen (Taastrup, 20 de agosto de 2002) es un ciclista danés, miembro del equipo Team Picnic PostNL.

## Biografía
Tobias Lund nació y creció en Taastrup. Comenzó a andar en bicicleta a la edad de seis años y comenzó a correr a la edad de nueve. Ya a la edad de diez años, participó en la carrera por etapas de la Copa Marcello Bergamo 2013 en el centro de Jutlandia, donde representó a CK Fix Rødovre.
Con su compañero de equipo Kasper Andersen, ganó la edición júnior de los Seis días de Copenhague en febrero de 2018.
En abril de 2019, terminó segundo en el Junior Tour de Flandes y luego ganó el E3 Junior Grand Prix solo.· El mismo año, fue campeón danés de persecución por equipos de élite, con sus compañeros de equipo Frederik Wandahl, Victor Fuhrmann Desimpelaere y William Blume Levy.
A finales de agosto y principios de septiembre de 2020 se distinguió por obtener nada menos que ocho victorias en catorce días de carrera. Campeón danés en Middelfart, luego ganó todas las etapas y, en consecuencia, la victoria general en Visegrad 4 Juniors, ronda de la Copa de las Naciones UCI Juniors. En el proceso, ganó en dos etapas del Gran Premio Rüebliland.
Descubierto por sus buenos resultados, firmó un contrato de dos años con el equipo de desarrollo de la formación WorldTour Team DSM, con vigencia a partir del 1 de enero de 2021.

## Palmarés
2021
- 1 etapa del Tour de Bretaña

2024
- 3 etapas del Tour de Turquía
- 2 etapas de la Vuelta a Dinamarca
- 1 etapa de la CRO Race

2025
- Clásica Costa Surf

## Resultados en Grandes Vueltas
| Carrera | Carrera         | 2021 | 2022 | 2023 | 2024  | 2025 |
| ------- | --------------- | ---- | ---- | ---- | ----- | ---- |
|         | Giro de Italia  | —    | —    | —    | 140.º | —    |
|         | Tour de Francia | —    | —    | —    | —     | 96.º |
|         | Vuelta a España | —    | —    | —    | —     | —    |

—: no participa
Ab.: abandono

## Equipos
- Development Team DSM (2021-2022)
- DSM/Picnic (2023-)
  - Team DSM (2023)[8]
  - Team dsm-firmenich (2023)
  - Team dsm-firmenich PostNL (2024)
  - Team Picnic PostNL (2025-)